# 格拉斯頓 (明尼蘇達州)
格拉斯頓（英語：Grasston）是一個位於美國明尼蘇達州卡內貝克縣的城市。

## 人口
根據2020年美國人口普查的數據，格拉斯頓的面積為2.51平方千米，當中陸地面積為2.42平方千米，而水域面積為0.09平方千米。當地共有人口154人，而人口密度為每平方千米61人。